# محمد الإحسايني
محمد الإحسايني (1936-2020)، أديب ومترجم وصحفي مغربي راحل، ولد عام 1936 في أنامر تافراوت بالجنوب المغربي، تلقى تعليمه الابتدائي والثانوي في مدينة الدار البيضاء، تم تكريمه عام 2014، من طرف مختبر السرديات ونادي القلم المغربي.

## تعليمه
- دبلوم في التدريب الصحافي من الاتحاد العام للصحفيين العرب في بغداد سنة 1981[2]

- دبلوم في الأدب العربي بالمراسلة من الدار العربية للثقافة والنشر بالقاهرة سنة 1963

- دبلوم التكوين بالحاسوب الناشر الصحافي برعاية مؤسسة فريدريش إيبرت، جري بالمعهد العالي للصحافة بالرباط سنة 1995

## سيرته المهنية
محمد الإحسايني، كاتب وروائي مغربي، عضو اتحاد كتاب المغرب، كانت له تجارب مهنية، تختلف بين التجارة والتدريس، فبدأها مدرساً في التعليم الإبتدائي، ثم تجارة الفحم، فالصحافة، وبدأ عمله الصحافي في جريدة المحرر سنة 1974، ثم عمل محرراً بجريدة العدالة الأسبوعية، فمديراً لها، وتوالت كلماته في عدة صحف بالمملكة الغربية، لقاءات سنة، المدينة، العلم، الميثاق، وكذلك في مجلات، كالزمان المغربي، الأقلام، علامات في النقد،الأنطولوجيا، وديوان العرب.

## مؤلفاته
- (1974)، المغتربون: دار النشر المغربية، الدار البيضاء [2]
- (1984)، عناصر منفصمة: دارالحري للطباعة والنشر، بغداد[2]
- (1985)، مذكرات كلب غير عابئي ولا مخدوع: منشورات اتحاد الكتاب العرب، دمشق[2]
- (1990)، إصحاحات من سفر القطيعة: دار الأمان، الرباط[2]
- (1997)، الأزمنة السبعة: مطبعة امبريال، الرباط[2]
- ترجم بترمة قصائد نثر لبودلير «سأم باريس» ونشرها في الصحراء المغربية[2]
- نشر ترجمة لبعض القصائد للشاعر رامبو في بيان اليوم والمنعطف والجرائد العربية[2]

## تكريماته
تم تكريمه عام 2014، من طرف مختبر السرديات ونادي القلم المغربي، نظير أعماله في الميادين الأدبية. 

## وفاته
انتقل إلى عفو الله الكاتب المغربي محمد الإحسايني عن سن ناهز 84 عاماً ، يوم الإثنين 14 ديسمبر 2020.

## روابط خارجية
مقابلة مجلة الهدف الفلسطينية مع الأديب والروائي المغربي محمد الإحسايني، نوفمبر 1998.